# Graseckwand
Die Graseckwand ist ein 1400 m ü. NHN hoher Berg in den Bayerischen Voralpen. 
Sie bildet einen Absatz in einem Kamm, der sich vom Schildenstein nach Norden zieht, mit einer namensgebenden Felswand.
Über den Kamm verläuft auch der Normalweg zu ebendiesem.